# 光榮孤立
光榮孤立（英語：splendid isolation）又稱大陸均勢，是英国在19世纪中期到晚期、以及20世紀初期的外交政策，由本杰明·迪斯雷利与梳士巴利侯爵担任英国首相时所主导。
光榮孤立是19世紀英國避免永久結盟的外交慣例所使用的術語，特別是在1885年至1902年間的梳士巴利侯爵政府領導下。這種慣例最早出現於1822年，英國退出了1815年後的，直到1902年的英日同盟。英國在1899年至1902年第二次布尔战争中的孤立導致了該政策的最終逆轉。1904年的英法協約將歐洲分為兩個大國集團。
此名词由访问英国的加拿大下议院议员喬治·尤拉斯·福斯特於1896年1月提出，表示他贊成英國最小程度地參與欧洲大陸事务。

## 背景
該政策的特點是不與其他大國結成永久聯盟或作出承諾。一些歷史學家通常認為這適用於19世紀下半葉，它起源於1822維羅納會議後英國退出1815年後的同盟。
在19世紀的大部分時間裡，英国一直試圖維持現有的欧洲大陸均势，同時保護英国在海外的殖民地与自治领，皆因自由贸易对帝国发展极为重要。通过殖民地的海路，尤其是连接英国与印度的苏伊士运河。1866年，外交大臣德比勳爵進行了如下闡釋：
英國政府的職責是與周圍所有國家保持關係，而不與任何一個國家結盟。
一個例外是《1839年倫敦條約》，承認比利時獨立。
光榮孤立之策，可見於英國拒絕加入永久性聯盟或是與其他強國定下盟約之舉。在另一方面，她又重視自己在海外的殖民地保護國與附屬地。同時，在沒有英政府的直接管理之下，殖民者藉成立勢力範圍與附屬國（client state）而建立帝國（informal empire）。其實，殖民地並不一定是國家主動建立的，而這情況在其他帝國中也有出現。

## 俾斯麥和梳士巴利侯爵
德國統一後，俾斯麥借用同盟制度（alliance system）牽制法國，以防止其報復。他先後成立德俄奧三帝同盟、德奧同盟與在1882年與奧匈帝國和意大利王國締結的三國同盟。
德國在工業與軍事上的崛起引起了英國的憂心。在德國海軍上將阿爾弗雷德·馮·提爾皮茨倡導下，德國擴張了海軍，更令身為海權國家的英國如臨大敵。1895年，中日甲午戰爭後，日本要求中國清朝政府割讓台灣和遼東半島，但因中途遭遇了俄德法三國干涉，迫使日本放棄了遼東。在此次事件中，英國面對俄德法的作為無能為力，令國內輿論質疑「光榮孤立」政策是否應繼續。而剛剛贏得戰爭的日本也因此事備感受挫，認為只有與一歐洲強國結盟，才能確保實現歐洲化和防範俄國，因而加速了與同病相憐的英國結盟的進程。
英國在1882年的英埃戰爭中控制埃及後，地中海政策的重點是確保穩定，並於1887年與意大利和奧匈帝國達成了地中海協定，三個國家同意在危機時期共同負責，但由於協定不具有約束力，因此也無需議會批准。英國首相梳士巴利侯爵可以在沒有正式同盟的情況下調整英國和德國的政策，同時為法國對埃及的干涉提供了制衡作用。由於英國和奧匈帝國一樣對俄羅斯在東南歐的擴張也表示關注，因此俾斯麥在巴爾幹地區出現分歧時不必在兩個盟友之間做出選擇。互惠互利的政策於1890年俾斯麥下野後結束。

## 結束
最後，兩國終於在1902年結成英日同盟，正式結束光榮孤立。英國與歐陸國家關係正常化，此可見於1904年的英法摯誠協定與1907年的英俄同盟。結果，1907年後，三國協約與三國同盟鼎足而立，大大增加戰爭爆發的機會，是一戰最後發生的重要因素。

## 歷史學家的評估
歷史學家 A. J. P.泰勒認爲，英國并不非常關注歐洲的力量平衡，認為這會自我調整。但是，他們與歐洲大陸大國保持著密切的聯繫。約翰·查姆利（John Charmley）認為，光榮孤立是1894年法俄同盟之前的虛構。
其實，梳士巴利侯爵從未用光榮孤立去形容他的外交政策，甚至曾經反對使用這種詞彙。索氏也認為，如果英國冒險切斷與歐洲事務的聯繫，將會十分危險，故此孤立絕對不光榮。在此期間，英國並非孤立，歐洲國家與英國保持著緊密的聯繫。